# Diospyros cathayensis
Diospyros cathayensis — вид багаторічних дерев роду хурма родини ебенові.

## Опис
Дерева до 10 м заввишки, вічнозелені або напівопадаві. Стовбур до 80 см в діаметрі. Гілочки коричневі, стрункі, опушені, глабресцентні, зазвичай з кінчиками струнких непримітних колючок. Черешок 2 - 4 мм, опушений; листова пластинка еліптична, 4 - 9( -11) X 1.5 - 3.6 см, тонко шкіряста, абаксіально блідіша і ± опушена вздовж жилок, адаксіально темно-зелена і блискуча, основа клинописна до ослаблення, верхівка гостра до злегка тупої, бічні жилки 10 - 12 з кожного боку, сітчасті жилки стрункі і підняті на обох поверхнях. Чоловічі квітки в цимесах, рідко поодинокі; квітконіжка 6 - 11 мм, опушена; чашечка глибоко розділена, густо опушена; часток 4, трикутні, 1,5 - 3 мм; віночок блідо-жовтий, урноподібний, 5 - 7 мм, обидві поверхні опушені, частки 4, яйцеподібні, близько 1 мм, рефлекторні; тичинок 16, ворсинки. Жіночі квітки поодинокі; частки чашечки 4, яйцеподібні, приблизно 1 см, опушені; віночок білий, трубка близько 5 мм, частки 4; стамінод 6; ворсинка яєчника. Плодоносна квітконіжка 2,5 - 4( -6) см, струнка. Плодова чашечка розділена до ближньої основи, підголіта; частки ланцетні, (1 -)1.2 - 2( -2.5) X 0.5 - 0.9( -1.1) см, ± шкірясті, верхівка тупа, жилки кілька, субпаралельні і опуклі. Ягоди жовті, від кулястих до яйцеподібних, 1,5 -3 см, рідко волосисті. Насіння 4 і більше, сегментоподібні, до 1,5 см

## Використання
D. cathayensis - одна з небагатьох по-справжньому витривалих видів хурми. Родом із західного і центрального Китаю, де зустрічається на висоті до 1500 метрів над рівнем моря і добре переносить морози від -17 до -21 °C. Виростає максимум до 10 метрів, але частіше тільки між 2 і 4 метрами. Йдеться навіть про єдину вічнозелену (хоча і частково напівопадаву) морозостійку хурму, за винятком, можливо, Diospyros texana. Вся рослина дуже декоративна, цільні листя загострені і майже ланцетні, квітки схожі на великі чорничні квітки з 4 виступаючими приквітками і згодом плоди дуже декоративні, жовто-оранжевого, оранжевого до червоного кольору Зазвичай вони довгасті і загострені, а на них залишаються 4 зелених приквітка і стирчать вгору від плоду. Крім того, плоди дуже солодкі і смачні, абсолютно без гіркоти при дозріванні, але вміст м'якоті зменшується великими насінням. Рослина, особливо в Азії, дійсно часто використовується для формування бонсай, які здатні рясно плодоносити. Ще однією чудовою особливістю є те, що рослини, як правило, двостатеві і самозапилювальні..